# Vigelandsanlegget

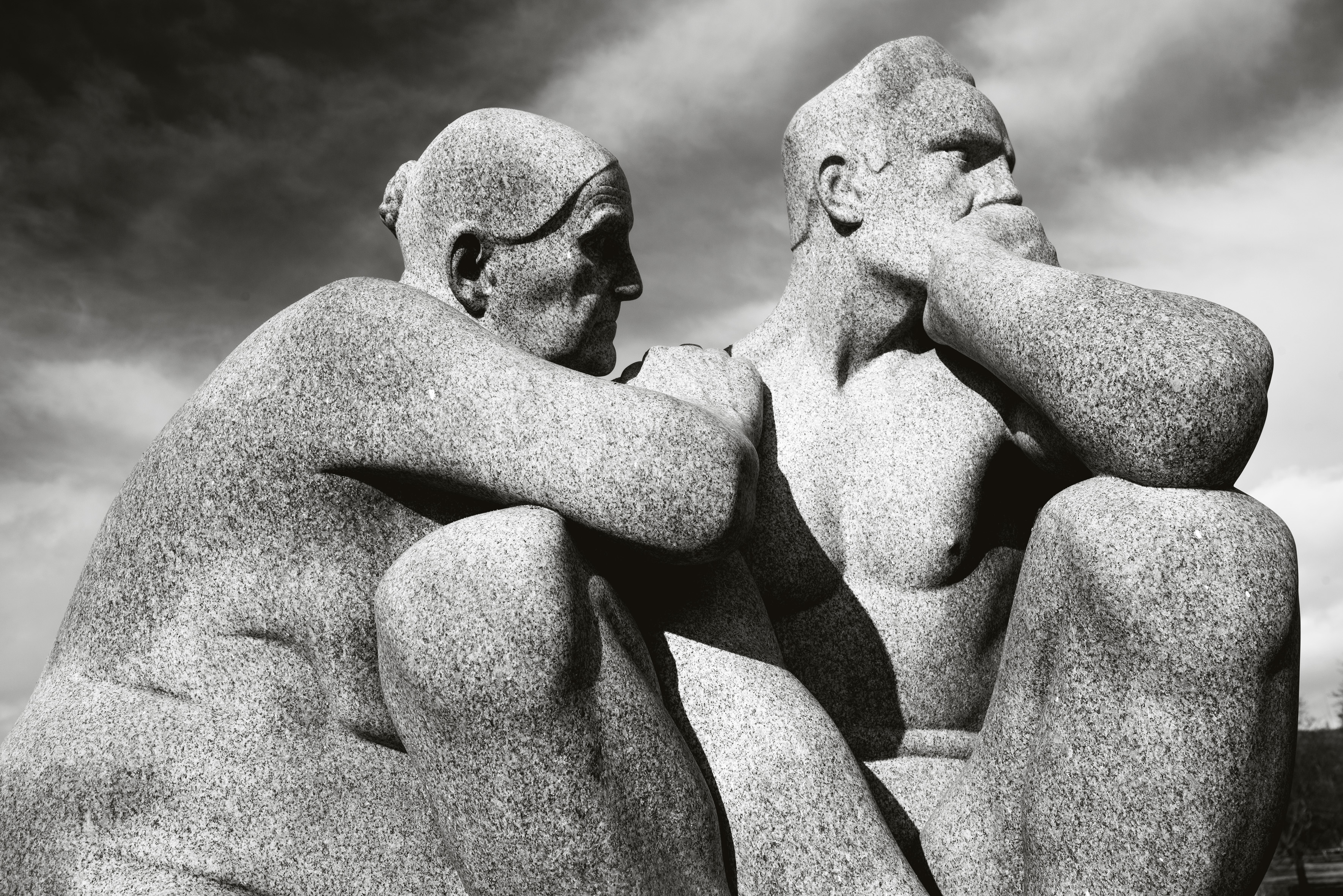
Skulptur von Gustav Vigeland

Der Vigelandsanlegget (deutsch Vigeland-Anlage), auch Vigeland-Skulpturenpark oder Vigelandpark, befindet sich im Frognerpark in Oslo, Norwegen.
Der Vigelandsanlegget zeigt 212 Stein- und Bronzeskulpturen des norwegischen Bildhauers Gustav Vigeland, die in den Jahren von 1907 bis 1942 entstanden sind. Zahlreiche Skulpturen symbolisieren den Kreislauf des menschlichen Lebens. Unter anderem zeigt der sogenannte „Monolitten“ die Entwicklung vom Embryo über das Kleinkind und weiter alle Lebensstadien, die ein Mensch durchlebt.
Der gesamte Komplex ist eine monumentale Figurensammlung aus Naturstein und Bronze. Der Skulpturenpark entstand in den Jahren von 1923 bis 1943 und wurde entlang einer langen, aufsteigenden Achse im Frognerpark angelegt. Die Anlage beginnt am Fuß des Hügels mit einer Brücke mit 58 Bronzeskulpturen, darunter der „Sinnataggen“ (ein zornig mit dem Fuß stampfendes Kind). Es folgt eine Brunnenanlage mit weiteren Bronzeskulpturen. Über eine Treppenanlage gelangt man dann hinauf zum „Monolitten“, eine 17 Meter hohe Säule aus 121 Figuren aus norwegischem Iddefjord-Granit, die von 36 Figurengruppen umgeben ist. Den Abschluss der Achse markiert am höchsten Punkt der Anlage eine Skulpturengruppe aus Bronze, die den Zirkel des Lebens darstellt. Eine weitere große Figurengruppe steht am nordöstlichen Ende einer Querachse, die sich links und rechts der Brunnenanlage in den Frognerpark erstreckt.
Offiziell ist der Vigelandsanlegget kein Park, sondern der Name der Kunstinstallation mit den Skulpturen Vigelands innerhalb des Frognerparks, die Anlage wird jedoch etwa in deutscher oder englischer Literatur gewöhnlich als „Vigelandpark“ bezeichnet. Der Direktor des Oslo Museums Lars Roede hat „Vigelandpark“ als „Namen der Touristen“ im Gegensatz zu dem „nüchterneren Namen der Osloer Bevölkerung, Frognerpark“ bezeichnet.

## Fotogalerie

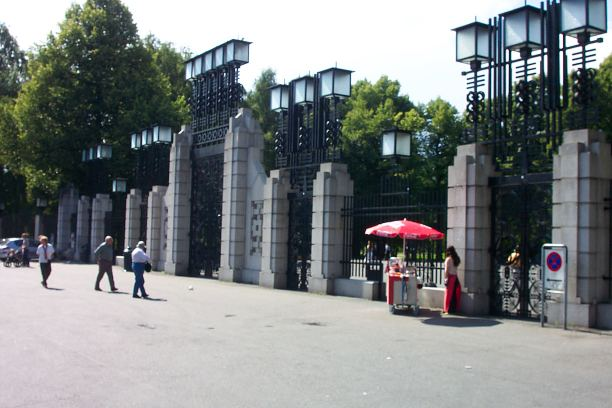
Das Haupttor zum Skulpturenpark
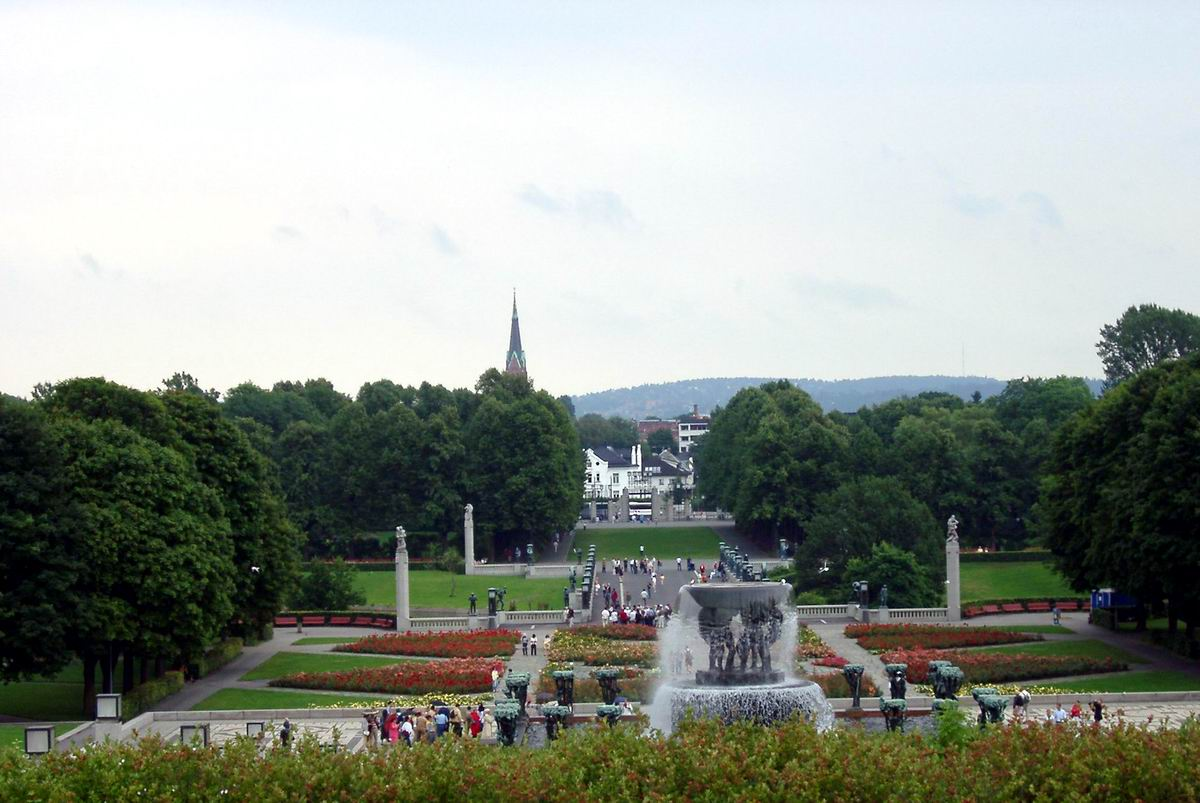
Vigelandsanlegget im Frognerpark
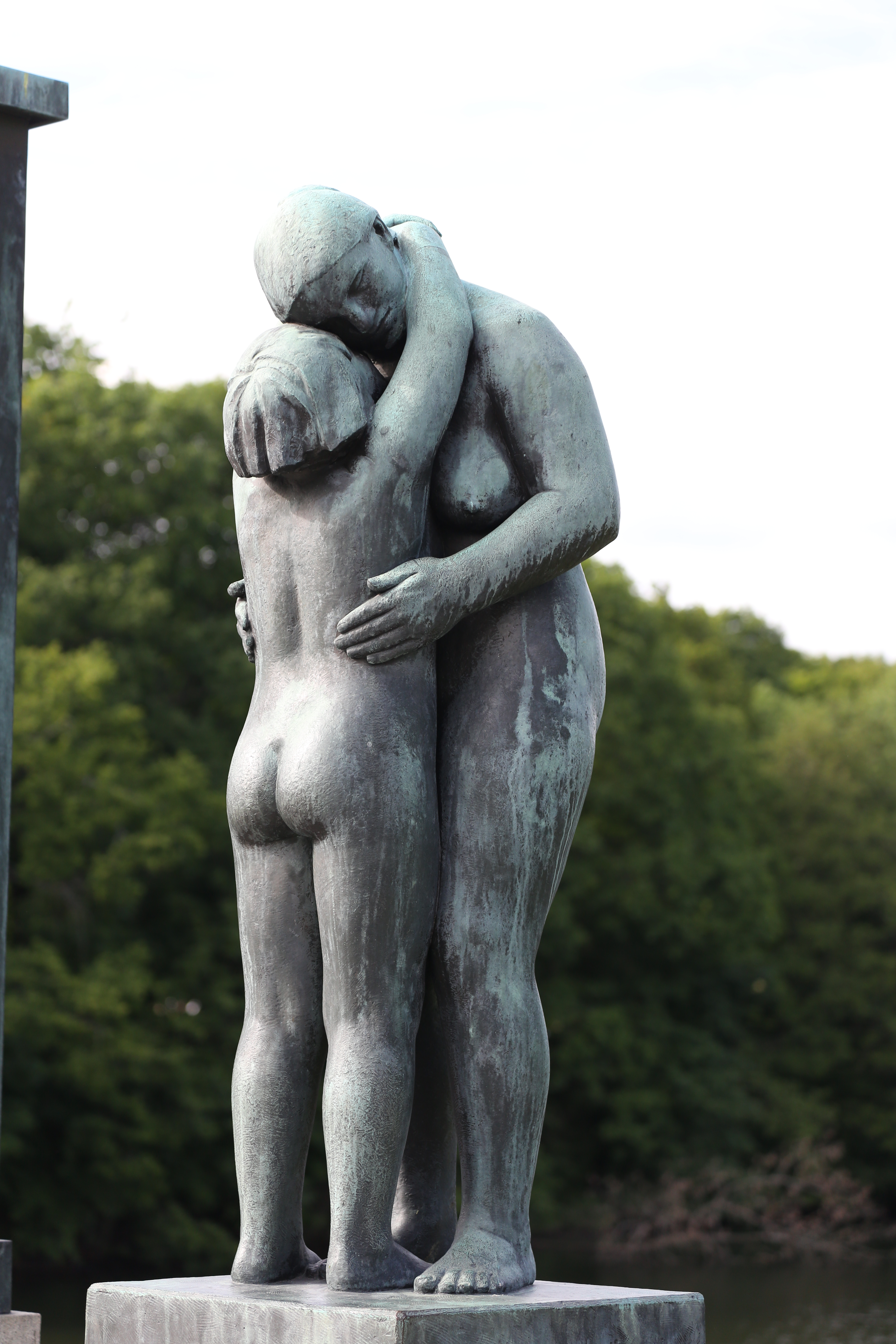
Eine Bronzeskulptur auf der Brücke
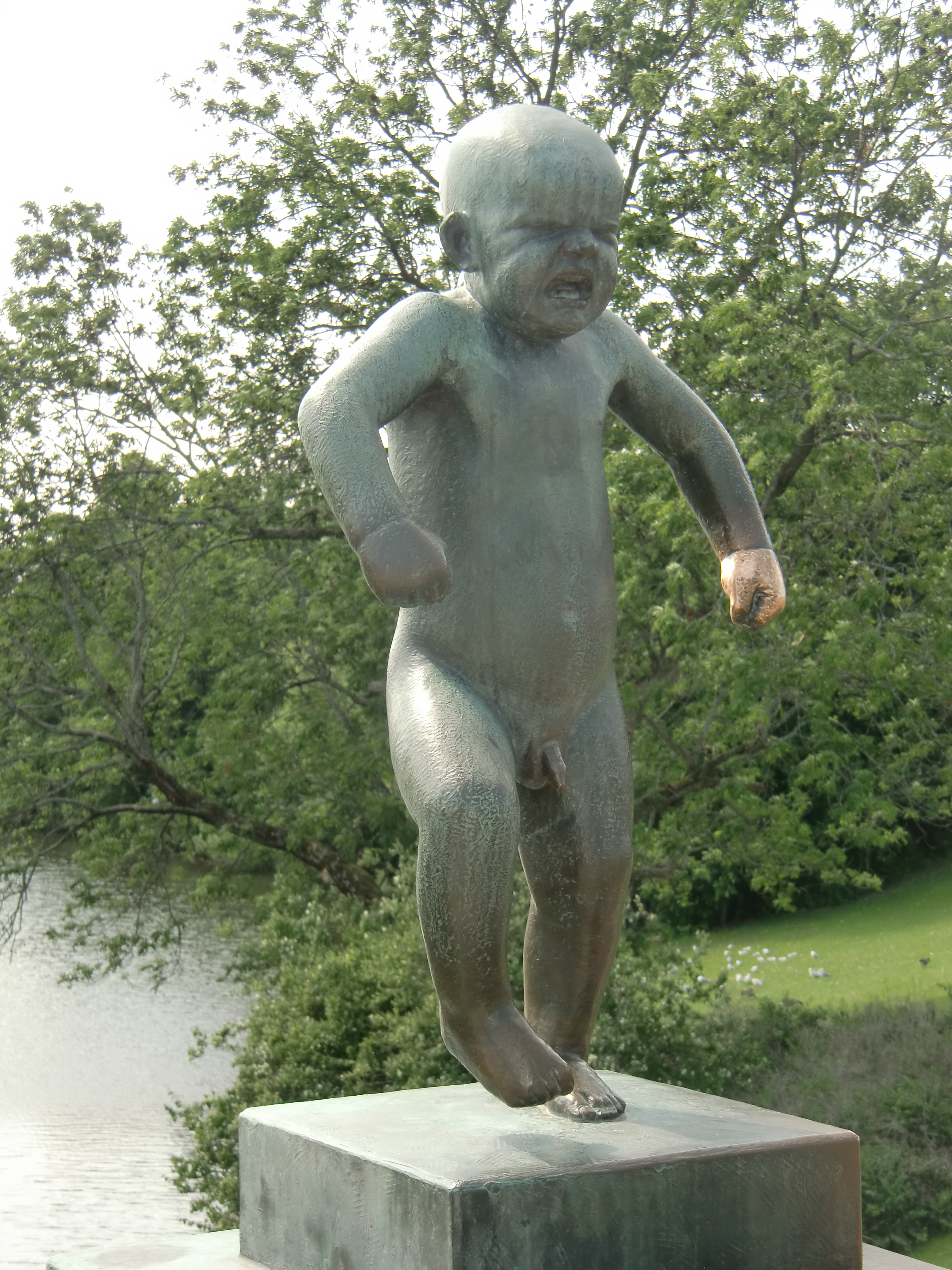
Bronzeskulptur „Sinnataggen“
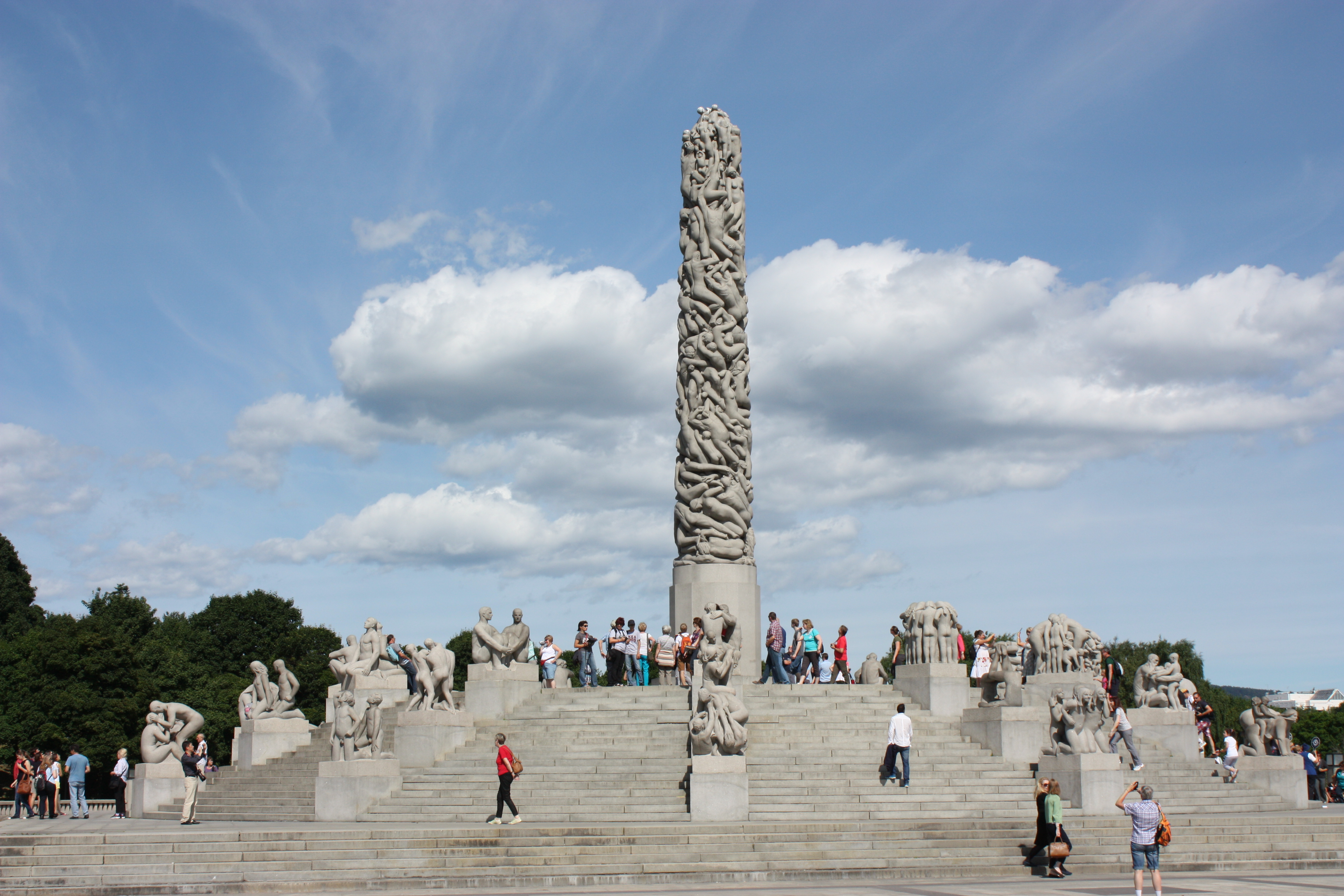
Die Anlage um den Monolithen
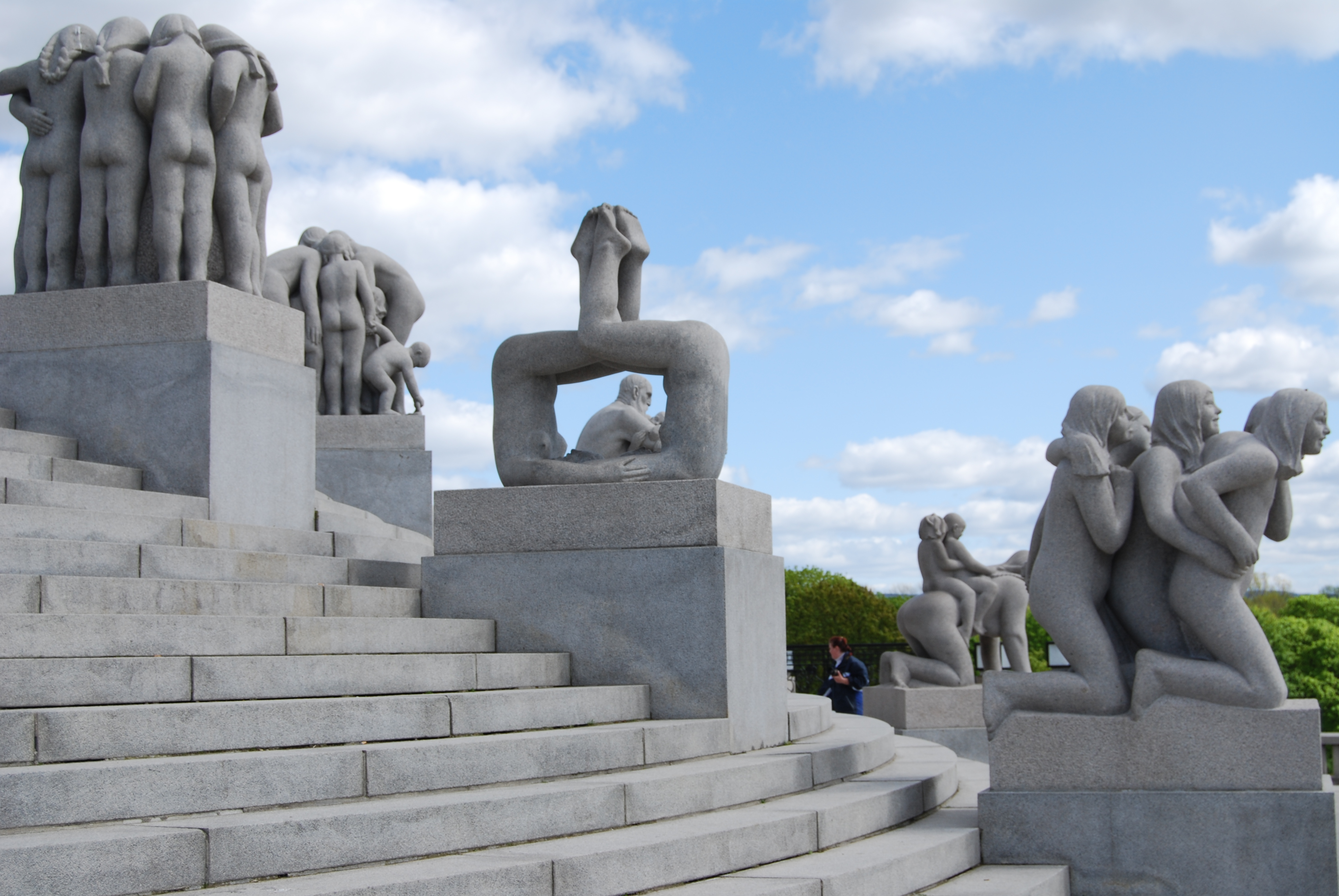
Skulpturengruppen um den Monolithen
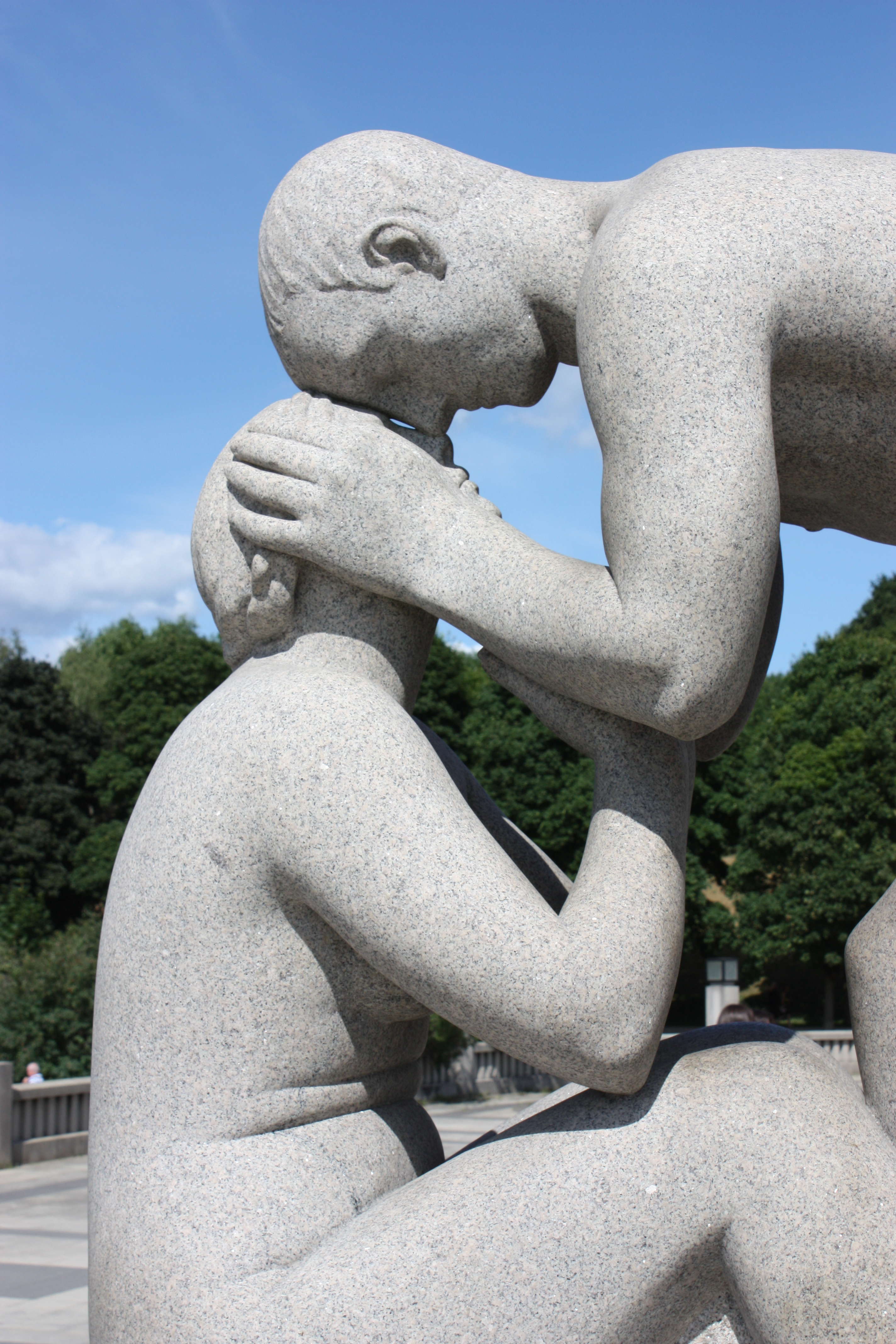
Detail einer der Granitskulpturen
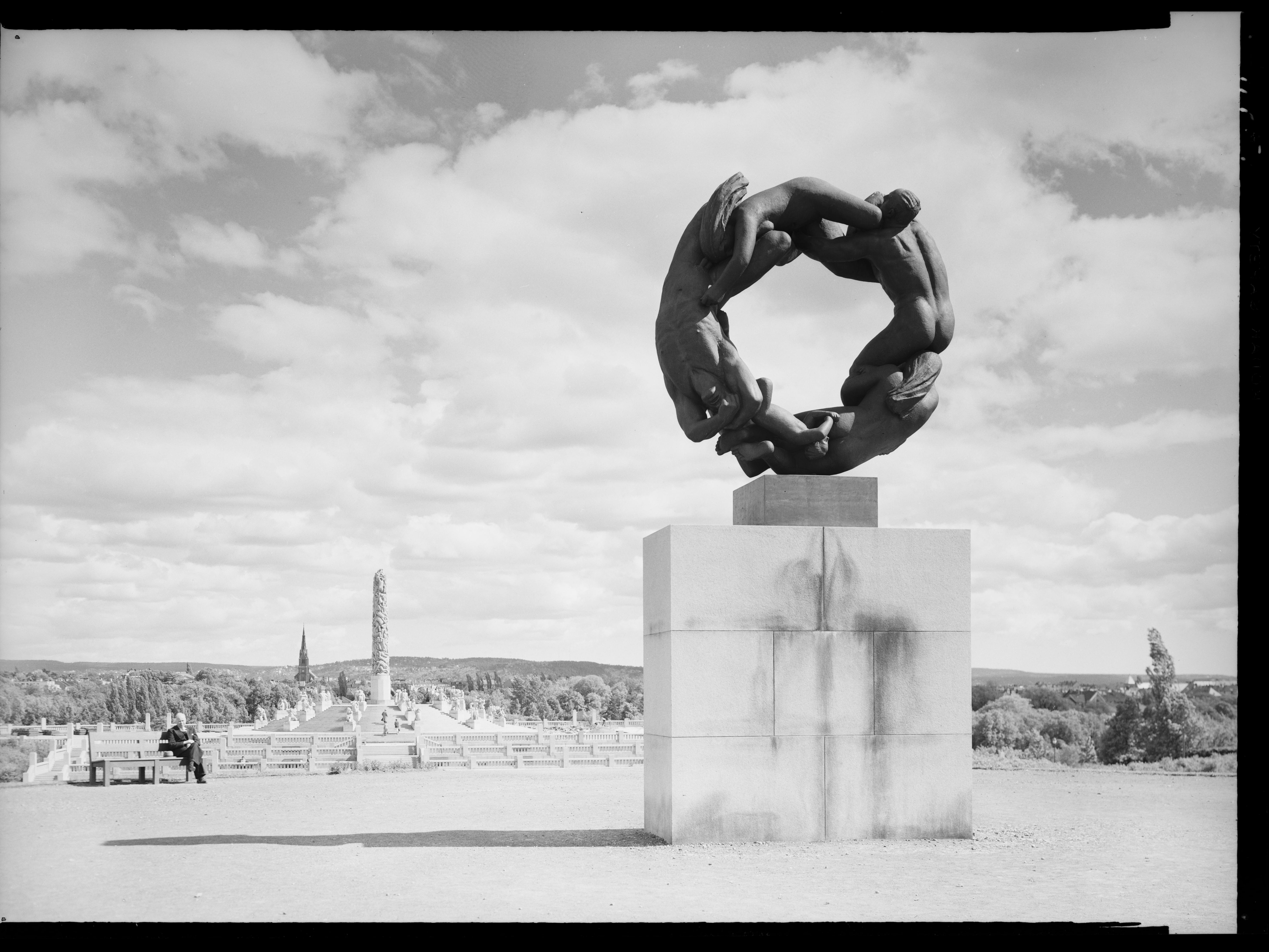
Der „Kreis des Lebens“, historische Aufnahme (1952)